# Natus Vincere
Natus Vincere (NAVI) (lat. zrozeni k vítězství) je ukrajinská multiherní organizace zaměřená na elektronické hry. Organizace byla založena v roce 2009 a její týmy a hráči soutěží v různých hrách, jako je například Counter-Strike 2, Dota 2, FIFA, World of Tanks, Paladins, League of Legends: Wild Rift, PUBG: Battlegrounds, Apex Legends, Rainbow Six Siege, Fortnite Battle Royale a Valorant.

## Vznik projektu
Od svého vzniku v roce 2009 byl projekt podporován známým mecenášem a organizátorem turnajů v počítačových hrách Muratem Žumaševičem („Arbalet“). V říjnu roku 2011 došlo k ukončení spolupráce mezi Žumaševičem a členy organizace, načež společnost Natus Vincere vedla a rozvíjela svou činnost vlastními silami.
Generálním ředitelem organizace je v současnosti Alexander Kochanovskyj („ZeroGravity“).

## Herní sekce

### Counter-Strike

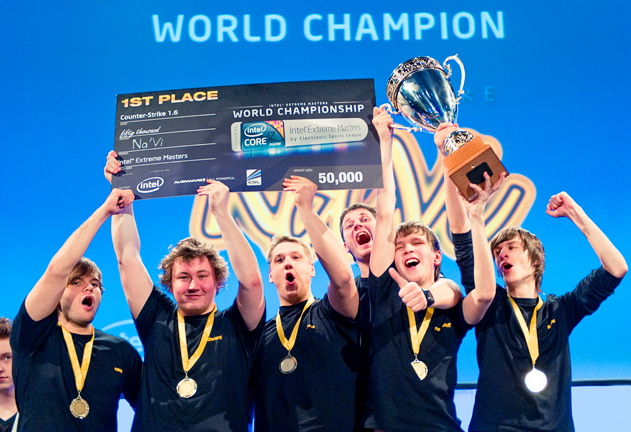
Natus Vincere vyhrává IEM4

V roce 2009 založil Murat Žumaševič („Arbalet“) klan Arbalet.UA, který se skládal z ukrajinských hráčů ve hře Counter-Strike 1.6, dříve hrající za týmy KerchNET a Pro100. Do týmu přišli hráči z Charkova Danyyl Teslenko („Zeus“) a Ivan Suchrijev („Edward“), z Kyjeva Sergej Iščuk („starix“), Arsenyj Trynoženko („Esenin“) ze Lvova a Egor Markelov („markeloff“) z Dněpropetrovska. Manažerem týmu se stal Alexander Kochanovskyj („ZeroGravity“) z Kyjeva. Po vítězství v turnaji Arbalet Cup Asia 2010, na kterém hrál tým pod názvem „Na`Vi“, se uskutečnil konkurs o nejlepší název týmu, v důsledku čehož byl tým přejmenován na „Natus Vincere“ (lat. zrozeni k vítězství) a zachovali si klantag „Na`Vi“.
Rok 2010 byl pro Natus Vincere velmi úspěšným. Tým nejdříve vyhrál grand finále čtvrté sezóny Intel Extreme Masters, ve kterém porazil švédský celek fnatic, poté se, jako první tým z SNG, stal šampiónem ESWC a nakonec byl zapsán do seznamu vítězů na mistrovství světa World Cyber Games. Tento tým byl první na světě, který vybojoval tři nejprestižnější mistrovské tituly (IEM, ESWC, WCG) za jeden rok. Na konci roku hráči Natus Vincere zvítězili na LAN-turnaji DreamHack Winter 2010 a dosáhli dalšího rekordu, když si za rok vydělali více než 215 tisíc dolarů a překonali tak předchozí úspěch týmu fnatic (189 tisíc dolarů v roce 2009).
Dne 5. května roku 2011 obhájili na turnaji Intel Extreme Masters v Hannoveru titul mistrů světa a vydělali si 35 000 dolarů. Pouze v roce 2012 členové Natus Vincere titul nezískali, jelikož ve finále IEM VI World Championship prohráli. Na konci roku 2012 všichni hráči přešli na novou verzi hry – Counter-Strike: Global Offensive.
Na rozdíl od předchozí verze Counter-Strike 1.6, ve které v letech 2009–2012 dosahovali maximálních úspěchů, se jim v nové verzi CS:GO již tolik nedaří a úspěchů na nejvyšší úrovni nedosahují. V souvislosti s tím se v roce 2013 sestava hráčů několikrát změnila a tým opustili Egor Markelov a Arsenyj Trinoženko. Od prosince roku 2013 se kolektiv hráčů nezměnil, dokud v březnu roku 2015 nebylo ohlášeno, že Sergej Iščuk skončil s aktivním hraním a zaujal pozici manažera a trenéra týmu. V dubnu roku 2015 Natus Vincere získávají první důležité vítězství na mezinárodním turnaji v CS:GO a stávají se vítězem premiérové sezóny ESL Pro League.

### Dota 2
V říjnu roku 2010 byl oznámen vznik týmu ve hře DotA, který tvořili nejlepší hráči z Ukrajiny. Sestavu týmu původně tvořilo pět hráčů, nicméně 23. října 2010 tým opustil Andrey Chipenko („Mag“) a Alexander Stepanijuk („Deff“). Poté se k týmu připojili ukrajinští hráči z klanu DTS Chatrix – Danyl Išutin („Dendi“) a Ivan Antonov („Artstyle“), který se stal kapitánem nové sestavy. Po vítězství na turnaji ASUS Spring 2011 tým opouštějí Bogdan Bojčuk („Achura“) a Artur Kostenko („Goblak“) a nahrazují je ruský hráč Dmitrij Kuprijanov („LighTofHeaveN“) a jeden z veteránů evropské DotA scény Estonec Klement Ivanov („Puppey“). A tak z původní sestavy zůstal pouze Alexander Dashkevich („XBOCT“).
V srpnu 2011 se v rámci výstavy GamesCom uskutečnil první turnaj na světě ve hře Dota 2 – The International. Natus Vincere se stali vítězi tohoto turnaje, když ve finále porazili se skóre 3:1 čínský celek EHOME a vyhráli tak 1 000 000 dolarů. Vítězství udělalo z Natus Vincere nejúspěšnější organizaci v počítačových hrách na světě s celkovým výdělkem 1 300 000 dolarů od počátku roku 2010. V roce 2012 a 2013 tým pokračuje v úspěšných vystoupeních na turnajích The International a v obou ročnících se umísťuje na druhém místě.
3. června 2014 byla na oficiálních stránkách Natus Vincere zveřejněna druhá sestava z Ameriky ve hře Dota 2 vystupující pod názvem „Na`Vi.US“. Jedná se o bývalý tým North American Rejects (NAR), který vyhrál americkou kvalifikaci The International 4 a The Summit. 5. prosince 2014 byl tým rozpuštěn.
Na začátku července roku 2014 se v týmu objevuje trenér, bývalý hráč týmu Rox Kis, člen původního týmu Na`Vi – Artur Kostěnko („Goblak“). Přesto na turnaji The International 2014 tým neuspěl. To má za následek odchod Klementa Ivanova („Puppey“) a Kulo Salehi Takhasomi („KuroKу“) a další časté změny v sestavě.
V dubnu 2015 vedení organizace přijímá radikální řešení. Do týmu se vrací Ivan Antonov („ArtStyle“), bývalý kapitán vítězného týmu na turnaji The International 2011, dále pak druhý bývalý hráč Natus Vincere Hlib Lipatnikov („Funn1k“) a také Akbar Butajev („SoNNeikO“).  Přestože na turnaj The International 2015 nedostali pozvánku, tak znovu poskládaný tým vyhrává evropský kvalifikační turnaj a získává právo účastnit se hlavního turnaje roku.
16. října 2015 organizace Natus Vincere oznámila rozpuštění sestavy ve hře Dota 2.

### FIFA
Na začátku února roku 2011 Natus Vincere otevírá FIFA sekci, ve které působí nejlepší hráči Ukrajiny. Alexander Šamko, který reprezentoval Ukrajinu na World Cyber Games v roce 2010. V roce 2009 měl tu čest Jevgenij Mostovyk a Alexander Rjabikin v roce 2008. Rok 2011 byl pro tuto sekci nejúspěšnějším: podařilo se jim získat první i druhé místo na turnaji Ukrainian FIFA League 2011 a také zvítězit v turnajích OSPL Spring 2011 a WCG 2011.

### StarCraft II
V dubnu 2011 vznikla v Natus Vincere nová sekce ve hře StarCraft II.Původně byla vybrána strategie, která byla založena na rozvoji mladých perspektivních hráčů. Jedním z nich se stal Dán John Andersen, který se proslavil jako hráč DotA Allstars a hrál v nejznámějších evropských klanech. 30. prosince 2011 byl oznámen konec této sekce, hlavním důvodem byly neuspokojivé výsledky.
9. dubna 2013 v důsledku spojení organizací Natus Vincere s týmem FXOpen e-Sports Europe byla znovu založena sekce Na`Vi.StarCraft 2. Z důvodu přerušení financovaní týmu ve hře StarCraft II byl 1. listopadu 2013 znovu rozpuštěn.

### League of Legends
18. února 2012 vedení organizace Natus Vincere oficiálně oznámilo, že sestavilo tým ve hře League of Legends. Sestava MyBoys, která se skládala z profesionálních evropských hráčů, získala po podepsání sponzoringu s Na`Vi možnost účastnit se největších LAN-turnajů a také trénovat v týmové herně (gaming house) v Kyjevě. V květnu 2012 tým vítězí v online turnaji SoloMid Eu Tournament Circuit.

### World of Tanks
4. července 2013 bylo oznámeno, že tým Rush se spojuje s Natus Vincere a bude vystupovat na všech mistrovstvích ve hře World of Tanks pod jejich názvem. Od roku 2013 do roku 2015 se tým stal několikanásobným vítězem těch největších mezinárodních turnajů, včetně Grand Final WGL, což bylo mistrovství světa, ve kterém si vydělali více než 350 000 dolarů.

### Heroes of the Storm
V dubnu 2015 vzniká tým ve hře Heroes of the Storm.

## Sestava

### Counter-Strike 2
| Národnost | Přezdívka     | Jméno               | Věk | Datum vstupu                               |
| --------- | ------------- | ------------------- | --- | ------------------------------------------ |
| Finsko    | Aleksib       | Aleksi Virolainen   | 26  | 30. června 2023 (z týmu Ninjas In Pyjamas) |
| Ukrajina  | b1t           | Valerii Vakhovskyi  | 22  | 20. prosince 2020 (povýšen z NAVI Junior)  |
| Litva     | jL            | Justinas Lekavicius | 24  | 30. června 2023 (z týmu Apeks)             |
| Rumunsko  | iM            | Ivan Mihai          | 24  | 30. června 2023 (z týmu GamerLegion)       |
| Ukrajina  | w0nderful     | Ihor Zhdanov        | 19  | 31. října 2023 (z týmu Sprout)             |
| Ukrajina  | B1ad3 (coach) | Andrey Gorodenskiy  | 37  | 20. září 2019 (z týmu Gambit)              |

#### Bývalí hráči
| Národnost | Přezdívka  | Jméno               | Věk | Od                | Do                                   |
| --------- | ---------- | ------------------- | --- | ----------------- | ------------------------------------ |
| Slovensko | GuardiaN   | Ladislav Kovács     | 33  | 9. prosince 2013  | 28. července 2017                    |
| Rusko     | kibaken    | Anton Kolesnikov    | 32  | 20. srpna 2013    | 9. prosince 2013                     |
| Ukrajina  | ceh9       | Arseniy Trynozhenko | 36  | 4. listopadu 2012 | 9. prosince 2013                     |
| Ukrajina  | markeloff  | Yegor Markelov      | 37  | 4. listopadu 2012 | 18. července 2013                    |
| Rusko     | Boombl4    | Kirill Mikhailov    | 24  | 29. května 2019   | 28. května 2022 (Do 1WIN)            |
| Ukrajina  | sdy        | Viktor Orudzhev     | 26  | 3. června 2022    | 30. prosince 2022 (Do Monte eSports) |
| Rusko     | Perfecto   | Ilya Zalutskiy      | 23  | 21. ledna 2020    | 30. června 2023 (Do Cloud9)          |
| Rusko     | electroNic | Denis Sharipov      | 24  | 6. listopadu 2017 | 30. června 2023 (Do Cloud9)          |

## Přínos pro rozvoj ukrajinského kybersportu

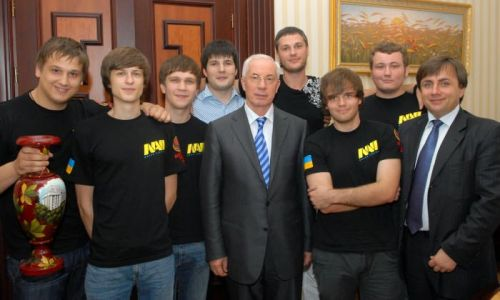
Na`Vi a bývalý premiér Ukrajiny Mykola Azarov

Dne 14. června 2010 proběhlo v budově vlády setkání bývalého premiéra Ukrajiny Mykola Azarova a týmu Natus Vincere. Na schůzi se mimo jiné projednávaly otázky, týkající se rozvoje průmyslu informačních technologií na Ukrajině. Premiér přislíbil, že se v roce 2011 uskuteční mezinárodní „Veřejný turnaj v elektronických hrách na Ukrajině”. Ukrajinští hráči byli zapsáni do takzvané „Zlaté rezervy“, která je podporovaná vládou.